# 国立台北大学
国立台北大学（こくりつタイペイだいがく、英語: National Taipei University、公用語表記: 國立臺北大學）は、新北市三峽区大学路151番に本部を置く中華民国の国立大学。1949年創立、2000年大学設置。大学の略称は台北大学、北大、NTPU。

## 概観

### 大学全体
台北大学は2000年に国立中興大学から独立して大学に昇格し、現在の校名となった。現在は法律、商、公共事業、社会科学、人文科学、電機情報学院の6つの学部、19の学科、37の修士コース博士コースを有し、人文・芸術・社会科学に重点を置いた高等教育を行っている。
台湾大学、政治大学と共に台湾法商教育の旗艦大学とされている。

### 建学の精神
台北大学の建学の精神は「追求真理、服務人群」

## 歴史
| 年     | 月日   | 事跡                                                                                       |
| ------ | ------ | ------------------------------------------------------------------------------------------ |
| 1949年 | 8月    | 「台湾省立行政専科学校」が開校 成功中学及び台北工専の校舎を借用                            |
| 1950年 | -      | 「台湾省行政専修班」が開校                                                                 |
| 1955年 | 8月    | 「台湾省立行政専科学校」を「台湾省立法商学院」と改称                                       |
| 1955年 | 9月    | 「台湾省行政専修班」を統合                                                                 |
| 1955年 | 10月   | 夜間部を設置                                                                               |
| 1961年 | 11月   | 「省立商学院」及び「省立農学院」と合併 「台湾省立中興大学」と改編 理工学院及び文学院を設置 |
| 1965年 | 5月    | 校訓の誠樸精勤を制定                                                                       |
| 1971年 | -      | 国立中興大学「法商学院」に改変                                                             |
| 1993年 | -      | 大学設置の認可が下り準備作業を開始                                                         |
| 1999年 | 3月    | 台北大学人文大楼が完成                                                                     |
| 2000年 | 2月1日 | 「国立台北大学」として改編                                                                 |
| 2005年 | 9月    | 大学本部が三峡キャンパスに移転開始                                                         |
| 2009年 | 9月    | 全学院が三峡キャンパスに移転完了                                                           |

## 基礎データ

### 所在地
- 三峽キャンパス（新北市三峽区大学路151番）
- 民生キャンパス（台北市中山区民生東路三段67番）
- 建国合江キャンパス（台北市中山区建国北路二段69番）

- - 三峽キャンパスは大学の本部がある場所である。民生キャンパスと建国合江キャンパスは台北市内キャンパス、昔の中興大学法商学院のあった場所である。

## 組織
- 法律学部
  - 法律学科
- 商学部
  - 企業管理学科
  - 金融と合作経営学科
  - 会計学科
  - 統計学科
  - レジャー運動管理学科
  - 資訊管理研究科
  - 国際企業研究科
- 社会科学部
  - 社会学科
  - 社会工作学科
  - 経済学科
  - 犯罪学研究科
- 公共事務学部
  - 不動産都市環境学科
  - 財政学科
  - 公共行政政策学科
  - 都市計画研究科
  - 自然資源と環境管理研究科
- 人文学部
  - 中国文学科
  - 応用外語学科
  - 歴史学科
  - 民俗芸術と文化資産研究科
- 電機情報学部 
  - 電機情報学部博士コース
  - 電機工程学科
  - 情報工学学科
  - 通信工学学科
  - 前瞻科技研究センター
- 永続創新国際学部
  - ファイナンス国際修士学位プログラム（MBA）
  - スマートヘルスケアマネジメント国際修士学位プログラム（SHM）
  - 都市ガバナンス国際修士学位プログラム（IPUG）
  - 創新華語文学士学位プログラム（ITCSL）
  - 智慧永続開発と管理国際学士学位プログラム（SSDM）
  - 華語センター
- 研究センター
  - 法律学部比較法資料センター
  - 人文学部国際裁判及び同時通訳センター
  - 人文学部東西哲学及び注釈学センター
  - 人文学部語言センター
  - 社会科学部台湾発展研究センター
  - 公共事務学部選挙研究センター
  - 公共事務学部土地環境規格研究センター
  - 校級センター
  - アジア研究センター
  - 教職育成センター
  - 教養課程センター

## 教員

### 歴代校長・学長

#### 前身歴代校長
| 区分         | 代           | 氏名         | 任期                |
| 行政専科学校 | 行政専科学校 | 行政専科学校 | 行政専科学校        |
| ------------ | ------------ | ------------ | ------------------- |
| 行政専科学校 | 初代         | 左潞生       | 1949年8月-1950年7月 |
| 行政専科学校 | 第2代        | 周一夔       | 1950年7月-1955年8月 |
| 行政専修班   |              |              |                     |
| 行政専修班   | 初代         | 上官業祐     | -                   |
| 行政専修班   | 第2代        | 楊爾瑛       | -                   |
| 法商学院     |              |              |                     |
| 法商学院     | 初代         | 周一夔       | 1955年8月-1961年8月 |
| 法商学院     | 第2代        | 左潞生       | 1961年8月-1963年8月 |
| 法商学院     | 第3代        | 龍名登       | 1963年8月-1967年8月 |
| 法商学院     | 第4代        | 何伊仁       | 1967年8月-1972年8月 |
| 法商学院     | 第5代        | 張書文       | 1972年8月-1981年8月 |
| 法商学院     | 第6代        | 陳聴安       | 1981年8月-1984年8月 |
| 法商学院     | 第7代        | 陳文龍       | 1984年8月-1987年8月 |
| 法商学院     | 第8代        | 郭崑謨       | 1987年8月-1993年2月 |
| 法商学院     | 第9代        | 黄東熊       | 1993年2月-1995年2月 |
| 法商学院     | 第10代       | 呉森田       | 1995年2月-2000年2月 |

#### 台北大学歴代学長
| 代    | 氏名   | 任期                  |
| ----- | ------ | --------------------- |
| 初代  | 李建興 | 2000年2月-2004年9月   |
| 第2代 | 侯崇文 | 2004年9月-2007年10月  |
| 第3代 | 侯崇文 | 2007年10月-2011年10月 |
| 第4代 | 薛富井 | 2011年10月-2015年7月  |
| 第5代 | 何志欽 | 2015年8月-2016年11月  |
| 代理  | 林道通 | 2016年11月-2017年7月  |
| 第6代 | 李承嘉 | 2017年8月-            |

## 主な出身者
- 呉淑珍-前立法委員、陳水扁前総統の夫人
- 黄信介-前民進党主席
- 甘添貴-刑法学者
- 林誠二-民法学者
- 黄源盛-法制史学者、刑法学者
- 廖福特-国際人権法学者
- 鄭愁予-詩人
- 彭淮南-中央銀行総裁
- 徐義雄-中央銀行副総裁
- 梁発進-中央銀行副総裁
- 王塗発-前立法委員
- 曽銘宗-現任立法委員
- 管碧玲-前高雄市文化局長-現任立法委員
- 阮昭雄-台北市議員
- 陳建銘-台北市議員
- 邱顕智-人権弁護士
- 李秉宏-台湾初の全盲の弁護士
- 劉保佑-La New創始者
- 黄営杉-経済部長
- 郭台強-実業家、前中華民国工商建設研究會理事長、郭台銘の弟
- 劉玉山-前行政院秘書長
- フレディ・リム-ヘヴィメタルバンド、ソニックのヴォーカル
- ドリス・イエ-ソニックのベーシスト、フレディ・リムの夫人。
- 頼品妤 - ひまわり学生運動の中心人物。民主進歩党の立法委員

## 日本の大学との交流協定
- 一橋大学
- 早稲田大学
- 佐賀大学
- 福島大学
- 明治大学
- 東北大学大学院情報科学研究科
- 東北大学大学院経済学研究科
- 亜細亜大学
- 筑波大学
- 宇都宮大学
- 神戸大学法学部
- 甲南大学
- 立教大学
- 関西学院大学
- 武蔵野大学
- テンプル大学
- 近畿大学
- 中央大学
- 東京国際大学
- 専修大学商学部・商学研究所